# Flydubai
Flydubai est une compagnie aérienne à bas prix émiratie basée à Dubaï. Sa plate-forme de correspondance principale est l'aéroport international de Dubaï, dans lequel elle exploite ses vols depuis le Terminal 2.
La compagnie dessert actuellement 89 destinations dans 46 pays différents, situées au Moyen-Orient, Afrique du Nord, Afrique de l'Est, Inde, Asie et en Europe de l'Est depuis Dubaï.

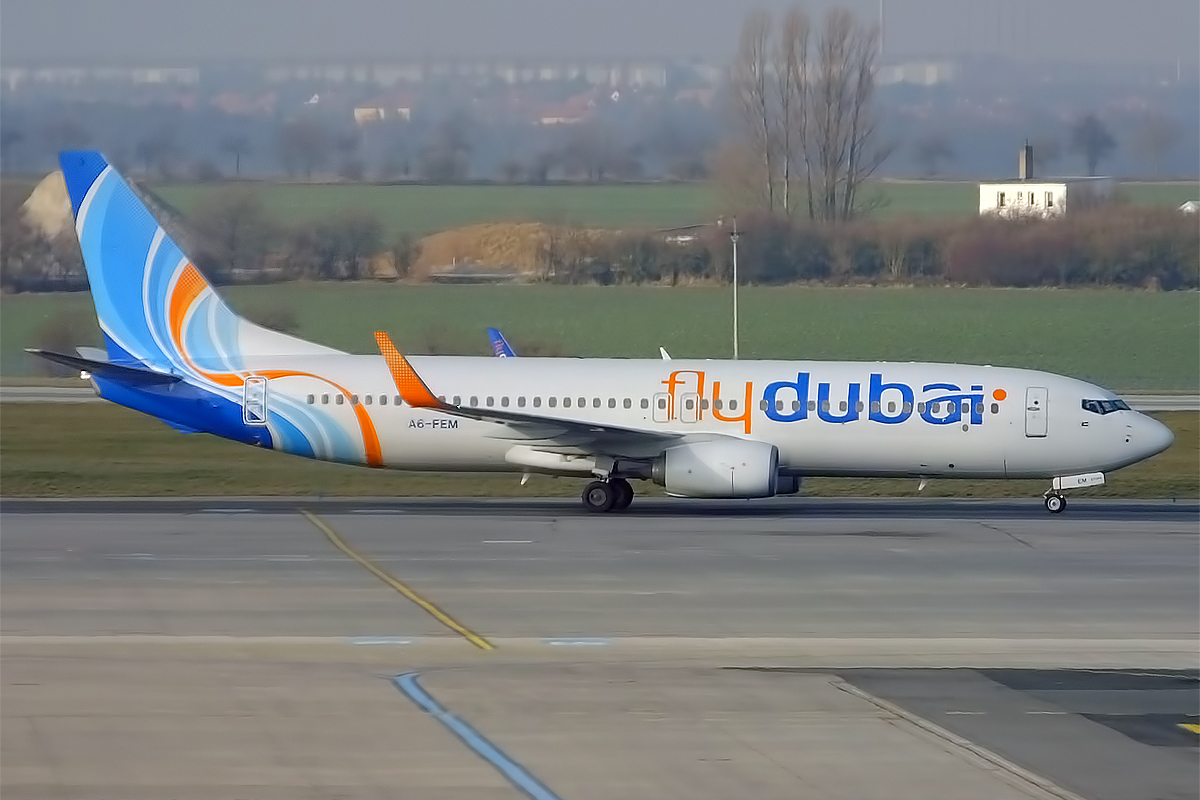
Boeing 737-8KN de Flydubai, immatriculé A6-FEM

## Histoire
La compagnie est fondée le 19 mars 2008 par Ahmed bin Saeed Al Maktoum, président d'Emirates, avec un capital de 250 millions de dirhams.
Le 14 juillet 2008, à l'Air Show de Farnborough, Flydubai signe une commande à l'avionneur américain Boeing de 50 Boeing 737-800 pour un montant de 3,74 milliards de dollars.
Les premiers arrivent le 17 mai 2009, la compagnie commence ses activités le 1er juin 2009 avec des vols sur Beyrouth et Amman. Depuis ce jour le réseau de Flydubai n'a cessé d'augmenter.
En 2012, 5,1 millions de passagers ont voyagé avec Flydubai.
Le 13 février 2013, Flydubai annonce être en pourparlers avec Boeing pour acquisition de 50 avions supplémentaires. Finalement le 17 novembre 2013, Flydubai confirme la signature d'un contrat historique pour 111 Boeing de plus ; la commande comprend 100 Boeing 737 MAX de nouvelle génération ainsi que 11 Boeing 737-800. Le contrat a été estimé à 11,4 milliards de dollars au prix catalogue, devenant ainsi le plus grosse commande de Boeing mono-couloir jamais réalisée au Moyen-Orient.
Le 19 juin 2013, la compagnie introduit la classe Business sur ces vols. Elle comprend l'accès à un business lounge, 12 sièges en cuir italien, des écrans 12 pouces ayant accès à plus de 300 films, ainsi que des prises électriques compatibles pour plus de 170 pays.
Pour l'année 2013, la compagnie annonce un bénéfice de 60,7 millions USD pour un CA de 1 milliard USD, et 6,82 millions de passagers
Pour l'année 2015, la compagnie annonce un bénéfice de 27,4 millions USD, soit une augmentation de 25 % sur l'exercice précédent, pour un CA de 1,33 milliard USD, et 9,01 millions de passagers.

## Flotte
La flotte de Flydubai (en avril 2025) compte 59 Boeing 737-800 et 1 en commande, ainsi que 100 Boeing 737 MAX de plus prévus pour 2017[réf. nécessaire]. Ces appareils sont soit aménagés en classe unique de 189 places soit en configuration Business/Économique de 12 sièges Business et 162 sièges Économique.
| - Boeing 737-800 - Un Boeing 737-8 MAX immatriculé (A6-FMA) |

En avril 2025, la flotte de Flydubai compte les avions suivants :

## Incidents

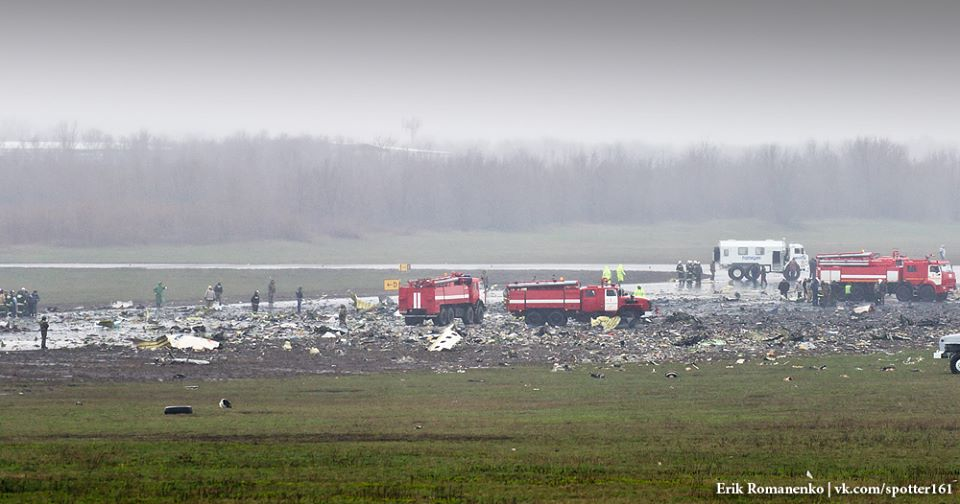

Le 26 janvier 2015, un avion du vol 215 Flydubai est touché par des tirs avant son atterrissage à Bagdad : Trois ou quatre balles ont touché le fuselage de l'avion, faisant deux blessés légers.
Le 19 mars 2016, le Boeing 737-800 du vol 981 flydubai s'écrase lors de son atterrissage à Rostov-sur-le-Don en Russie, tuant les 62 personnes à bord (55 passagers et 7 membres d'équipage). Le mois suivant, la compagnie aérienne lance le site Withgreatsadness.com en hommage à la mémoire des victimes du crash.

## Galerie photos

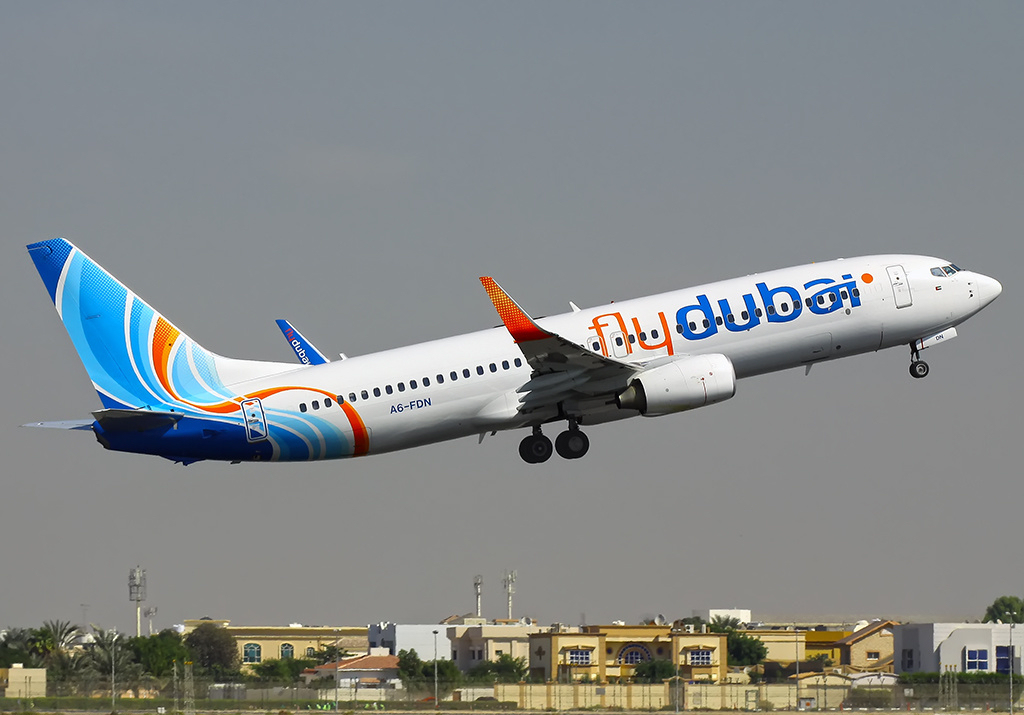
Un Boeing 737-800 de Flydubai au décollage
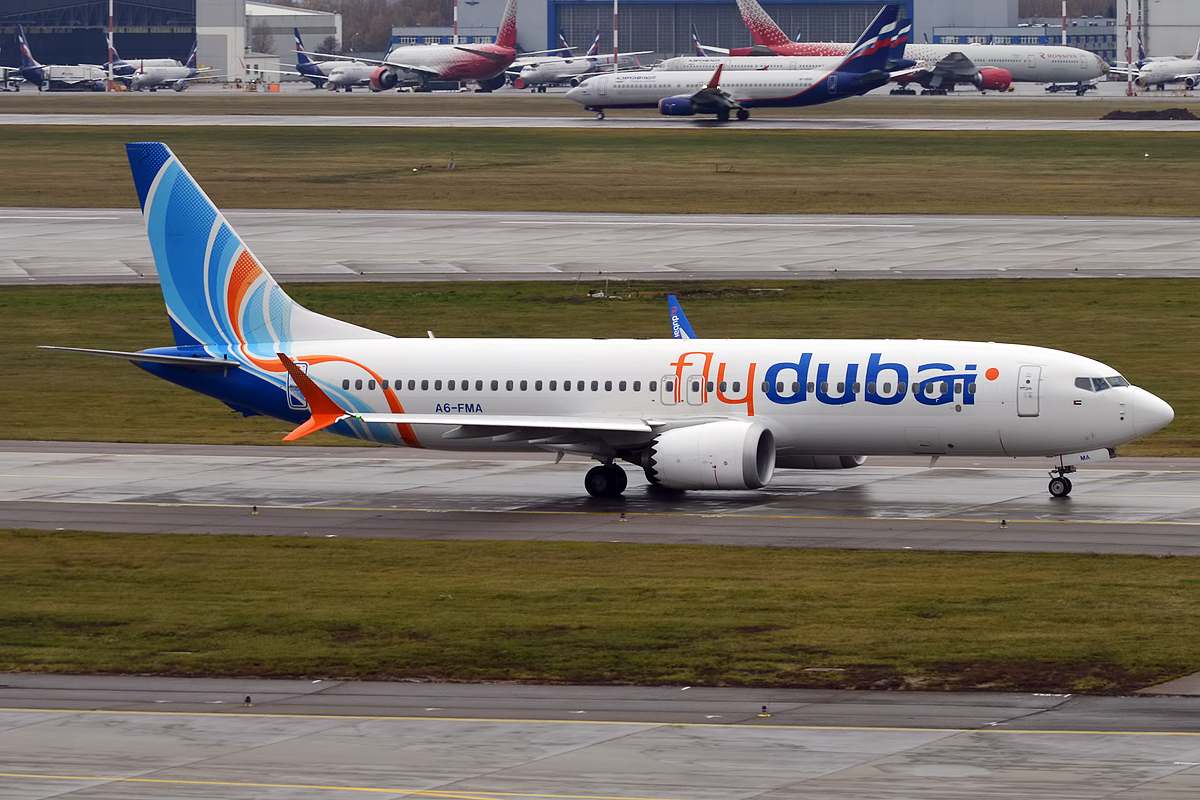
Boeing 737 MAX-8 A6-FMA